# Leçon de choses (roman)
Pour les articles homonymes, voir Leçon de choses (homonymie).
Leçon de choses est un roman de Claude Simon publié le 1er septembre 1975 aux éditions de Minuit.

## Éditions
- Leçon de choses, Les Éditions de Minuit, 1975  (ISBN 2-7073-0064-0).